# This Is How We Do

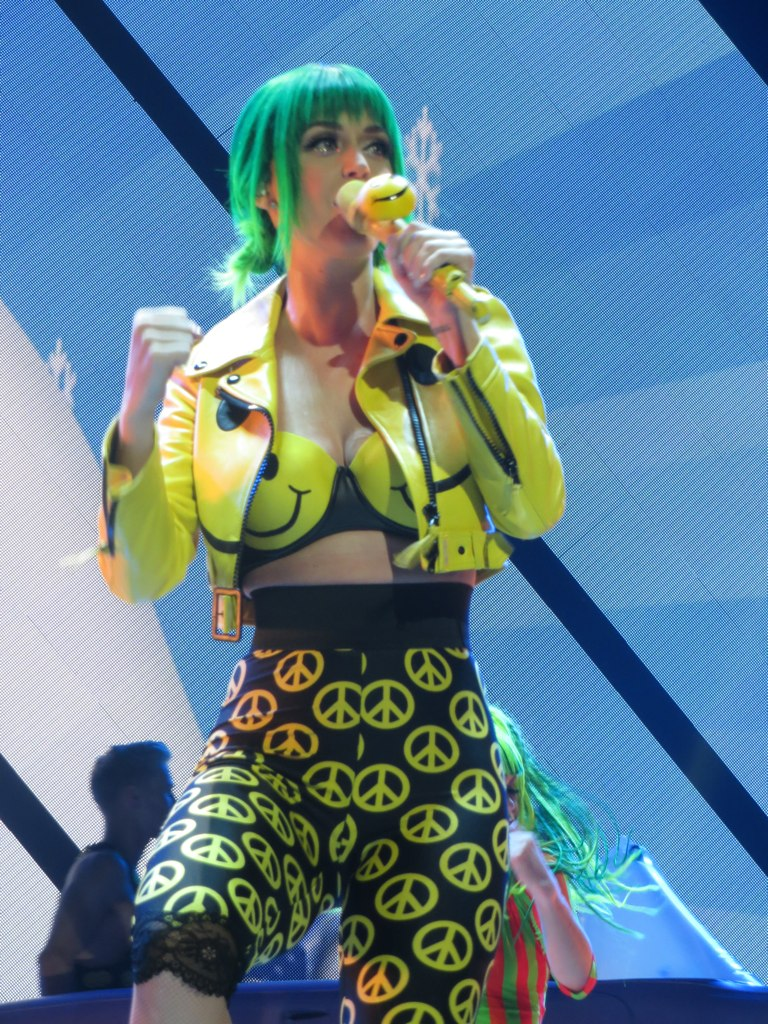
Katy zpívá This Is How We Do na Pismatic World Tour

„This Is How We Do“ je píseň americké zpěvačka Katy Perry z jejího čtvrtého studiového alba, Prism (2013). Píseň napsala s producenty Maxem Martinem a Klas Åhlundem a nahrála ji ve Stockholmu ve Švédsku. Byla vydána 11. srpna 2014 jako pátý a poslední singl z alba. Textově je o tom, jak Katy Perry tráví čas se svými přáteli.

## Žebříček
| Žebříček (2014)                     | Vrchol Pozice |
| ----------------------------------- | ------------- |
| Austrálie (ARIA)                    | 18            |
| Rakousko (Ö3 Austria Top 40)        | 13            |
| Kanada (Billboard)                  | 13            |
| Česko (Singles Digitál Top 100)     | 12            |
| Francie (SNEP)                      | 41            |
| Německo (Official German Charts)    | 34            |
| Irsko (IRMA)                        | 31            |
| Itálie (FIMI)                       | 34            |
| Slovensko (Singles Digitál Top 100) | 17            |
| UK (Official Charts Company)        | 33            |
| US (Billboard)                      | 1             |